# 5 czerwca
5 czerwca jest 156. (w latach przestępnych 157.) dniem w kalendarzu gregoriańskim. Do końca roku pozostaje 209 dni.

## Święta
- Imieniny obchodzą: Bonifacy, Dobrociech, Doroteusz, Ferdynand, Genadiusz, Hildebrand, Hildebranda, Igor, Jakub, Nikanor, Nikanora, Waleria, Walter i Zenaida.
- Dania – Święto Konstytucji
- Gwinea Równikowa – Dzień Prezydenta
- Iran – Rocznica Powstania Przeciw Szachowi
- Polska – Święto Centralnego Węzła Łączności Ministerstwa Obrony Narodowej im. płk. prof. Kazimierza Drewnowskiego (Decyzja nr 93/MON z 11 kwietnia 2005)[1]
- Międzynarodowe – Światowy Dzień Środowiska (ustanowione przez Zgromadzenie Ogólne ONZ)
- Seszele – Święto Wyzwolenia
- Wspomnienia i święta w Kościele katolickim[2][3] obchodzą:
  - św. Bonifacy-Winfrid (biskup i męczennik)
  - św. Eoban (biskup i męczennik)
  - bł. Ferdynand z Portugalii
  - bł. Małgorzata Łucja Szewczyk[4]

## Wydarzenia w Polsce
- 1257 – Książę Bolesław V Wstydliwy lokował Kraków na prawie magdeburskim.
- 1443 – Najsilniejsze historyczne trzęsienie ziemi na ziemiach polskich o sile ocenianej na powyżej 6 stopni w skali Richtera z epicentrum na północ od Wrocławia. Największe straty odnotowano w samym Wrocławiu, w Krakowie zawaliło się sklepienie kościoła św. Katarzyny Aleksandryjskiej i św. Małgorzaty.
- 1604 – Odbył się ingres prymasa Jana Tarnowskiego do katedry gnieźnieskiej.
- 1807 – IV koalicja antyfrancuska: rozpoczęła się bitwa pod Dobrym Miastem.
- 1875 – Założono Muzeum Przemysłu i Rolnictwa w Warszawie.
- 1894 – Powszechna Wystawa Krajowa: we Lwowie po raz pierwszy wystawiono Panoramę Racławicką autorstwa Jana Styki, Wojciecha Kossaka i innych.
- 1919 – W Wilnie ukazał się pierwszy numer „Życia Białoruskiego” pod redakcją Franciszaka Alachnowicza.
- 1920 – Wojna polsko-bolszewicka: 1. Armia Konna Budionnego przełamała polski front pod Samhorodkiem.
- 1923 – W Wilnie wydano „Wolną Flagę”, organ Białoruskiej Organizacji Rewolucyjnej, zamknięty przez władze polskie (ostatni numer ukazał się 14 października 1923).
- 1926 – W Zielonej Górze otwarto Stadion Miejski.
- 1927:
  - Rozpoczęto budowę archikatedry Chrystusa Króla w Katowicach.
  - W Warszawie rozpoczął się I Ogólnokrajowy Zlot Młodzieży Robotniczej i Dzień Sportu Robotniczego, zorganizowane przez Organizację Młodzieży Towarzystwa Uniwersytetu Robotniczego.
  - W wyniku eksplozji na terenie prochowni w Witkowicach (obecnie część Krakowa) zginęła jedna osoba, 486 odniosło obrażenia, a setki okolicznych budynków zostało uszkodzonych.
- 1930 – Dokonano oblotu samolotu Lublin R.XIII.
- 1942 – W dniach 3-5 czerwca Niemcy rozstrzelali od 6000 do 8000 Żydów z jednego (przeznaczonego dla Żydów „bezużytecznych”) z dwóch gett w Kowlu w dawnym województwie wołyńskim.
- 1943:
  - W getcie w Trembowli w dawnym województwie tarnopolskim oddziały niemiecko-ukraińskie rozstrzelały ostatnich 350 pozostałych przy życiu Żydów.
  - W kościele św. Aleksandra w Warszawie Gestapo aresztowało kilkudziesięciu żołnierzy Organizacji Specjalnych Akcji Bojowych AK zgromadzonych na ślubie kolegi.
- 1944 – Niemiecka żandarmeria spacyfikowała Olszankę w gminie Czajki na Lubelszczyźnie, doszczętnie ją paląc i mordując ok. 100 mieszkańców.
- 1965 – Założono Politechnikę Świętokrzyską w Kielcach.
- 1968 – We Wrocławiu odsłonięto pomnik papieża Jana XXIII.
- 1975 – Założono Polski Związek Emerytów, Rencistów i Inwalidów.
- 1981 – Po 30 latach przyjechał do kraju Czesław Miłosz.
- 1992 – Waldemar Pawlak został desygnowany na urząd premiera RP.
- 1993 – Odbyło się uroczyste otwarcie miasta Borne Sulinowo w powiecie szczecineckim, byłego garnizonu Armii Radzieckiej.
- 1994:
  - Rozpoczęło emisję raciborskie Radio Vanessa.
  - Założono Krajową Partię Emerytów i Rencistów.
- 1999 – Rozpoczęła się VII pielgrzymka Jana Pawła II do Polski.
- 2003 – Ukazał się album Nie czekaj na jutro grupy Łzy.
- 2014 – Otwarto Ogród Sprawiedliwych w Warszawie.

## Wydarzenia na świecie
- 1098 – I wyprawa krzyżowa: armia turecka pod wodzą Kurbughi rozpoczęła oblężenie Antiochii, w której jednocześnie krzyżowcy, po zdobyciu miasta 3 czerwca, oblegali bronioną przez Turków cytadelę.
- 1224 – Cesarz rzymski Fryderyk II Hohenstauf założył uniwersytet w Neapolu.
- 1284 – Wojna o tron Sycylii: zwycięstwo floty aragońskiej nad neapolitańską w bitwie w Zatoce Neapolitańskiej.
- 1288:
  - Późniejszy król i cesarz rzymski Henryk VII został hrabią Luksemburga.
  - Wojna o sukcesję limburską: decydujące zwycięstwo księcia Brabancji Jana I nad arcybiskupem Kolonii Zygfrydem von Westerburgiem w bitwie pod Worringen.
- 1305 – Arcybiskup Bordeaux Bertrand de Got został wybrany na papieża i przyjął imię Klemens V.
- 1409 – Wielka schizma zachodnia: sobór w Pizie ogłosił detronizacje papieża Grzegorza XII i antypapieża Benedykta XIII.
- 1507 – Diego de Deza złożył dymisję z funkcji Wielkiego Inkwizytora Kastylii-Leónu i Grenady.
- 1561 – Zawarto ugodę z Cavour, która gwarantowała waldensom w Księstwie Sabaudii-Piemontu swobodę religijną w kilku górskich okręgach, jednak z zakazem osiedlania się w dolinach.
- 1568 – W Brukseli zostali ścięci publicznie walczący z hiszpańskim panowaniem w Niderlandach hrabiowie Filip van Montmorency i Lamoral Egmont.
- 1625 – Wojna osiemdziesięcioletnia: wojska hiszpańskie zdobyły Bredę.
- 1661 – Isaac Newton zapisał się do Kolegium św. Trójcy uniwersytetu w Cambridge.
- 1798 – Rewolucja irlandzka: zwycięstwo wojsk brytyjskich w bitwie pod New Ross.
- 1805 – Napoleon Bonaparte ustanowił Order Żelaznej Korony, nadawany do 1814 roku za zasługi w napoleońskim Królestwie Italii, następnie przejęty przez Cesarstwo Austriackie (później Austro-Węgry) i tam nadawany do 1918 roku.
- 1806 – Napoleon Bonaparte proklamował Królestwo Holandii.
- 1827 – Wojna o niepodległość Grecji: wojska tureckie zdobyły Akropol ateński.
- 1832 – W Paryżu wybuchło powstanie republikanów.
- 1837 – Houston w Teksasie uzyskało prawa miejskie.
- 1849 – Wraz z wejściem w życie nowej konstytucji Dania stała się monarchią konstytucyjną.
- 1851 – W amerykańskim czasopiśmie „National Era” ukazał się pierwszy odcinek powieści Chata wuja Toma Harriet Beecher Stowe.
- 1862 – Wietnam i Francja podpisały w Sajgonie traktat przyznający stronie francuskiej trzy prowincje leżące w Kochinchinie.
- 1864 – Wojna secesyjna: zwycięstwo wojsk Unii w bitwie pod Piedmontem.
- 1883 – Otwarto Obserwatorium Wiedeńskie.
- 1885 – Austriacki astronom Johann Palisa odkrył planetoidę (248) Lameia.
- 1886 – Andrés Avelino Cáceres został po raz drugi prezydentem Peru.
- 1900 – II wojna burska: wojska brytyjskie zajęły Pretorię.
- 1904 – Założono paragwajski klub piłkarski Club Nacional.
- 1910 – Do portu w Rouen wpłynął statek badawczy „Pourquoi-Pas?” z członkami drugiej wyprawy antarktycznej kierowanej przez Jean-Baptiste’a Charcota.
- 1912 – Korpus Piechoty Morskiej USA wylądował na Kubie.
- 1915 – Do duńskiej konstytucji wprowadzono poprawkę gwarantującą kobietom prawo do głosowania.
- 1916 – I wojna światowa: brytyjski minister wojny Horatio Kitchener zginął na pokładzie krążownika HMS „Hampshire”, zatopionego przez niemiecki okręt podwodny w pobliżu Orkadów.
- 1918 – Powstała tajna organizacja południowoafrykańska Afrykanerski Związek Braci.
- 1919 – 92 górników zginęło, a 44 zostało rannych w wyniku wybuchu w kopalni węgla kamiennego w Wilkes-Barre w Pensylwanii.
- 1920 – W duńskim Aarhus otwarto kompleks sportowy Atletion.
- 1923 – W San Marino ustanowiono Order Świętej Agaty.
- 1929 – Ramsay MacDonald został po raz drugi premierem Wielkiej Brytanii.
- 1932:
  - Harmodio Arias Madrid został po raz drugi prezydentem Panamy.
  - W Finlandii utworzono faszystowskie i nacjonalistyczne ugrupowanie polityczne Patriotyczny Ruch Ludowy (IKL).
- 1933 – Kongres Stanów Zjednoczonych uchylił prawo zezwalające wierzycielom na domaganie się zapłaty w złocie.
- 1938 – W swym pierwszym w historii występie na Mistrzostwach Świata w Piłce Nożnej rozgrywanych we Francji, Polska przegrała w Strasburgu po dogrywce z Brazylią 5:6 i odpadła z turnieju. 4 bramki dla Polski zdobył Ernest Wilimowski, 3 dla Brazylii Leônidas da Silva.
- 1940 – Front zachodni: rozpoczęła się druga faza niemieckiego podboju Francji pod kryptonimem „Fall Rot”.
- 1941:
  - II wojna chińsko-japońska: w wyniku pożaru wywołanego japońskim nalotem na chińskie miasto Chongqing udusiło się około 4 tys. osób kryjących się przed bombami w tunelu.
  - W wyniku wybuchu magazynów z amunicją i paliwem w Twierdzy Smederewo pod Belgradem zginęło od kilkuset do 2500 osób.
- 1942:
  - Po utracie 4 lotniskowców i ciężkiego krążownika japońska flota rozpoczęła odwrót spod Midway. Wygrana przez Amerykanów bitwa stała się punktem zwrotnym w wojnie na Pacyfiku.
  - USA wypowiedziały wojnę Bułgarii, Rumunii i Węgrom.
- 1943 – Bitwa o Atlantyk: niemiecki okręt podwodny U-217 został zatopiony wraz z 50-osobową załogą bombami głębinowymi przez pokładowy samolot torpedowo-bombowy Grumman TBF Avenger z lotniskowca eskortowego USS „Bogue”.
- 1944:
  - Front zachodni: brytyjska 6. Dywizja Powietrznodesantowa rozpoczęła operację „Tonga” w ramach przygotowań do lądowania w Normandii.
  - Kampania włoska: zwycięstwem wojsk alianckich zakończyła się bitwa pod Anzio (22 stycznia–5 czerwca).
- 1945:
  - Obwieszczono objęcie przez Sojuszniczą Radę Kontroli najwyższej władzy w Niemczech.
  - Wojna na Pacyfiku: 530 amerykańskich bombowców zrzuciło bomby zapalające na japońskie Kobe, niszcząc 9,8 km² powierzchni miasta.
- 1946 – 61 osób zginęło w pożarze hotelu La Salle w Chicago.
- 1947 – Amerykański sekretarz stanu George Marshall przedstawił plan pomocy gospodarczej dla Europy (tzw. Plan Marshalla).
- 1950 – Lecący z San Juan na Portoryko do Wilmington w Karolinie Północnej Curtiss C-46 Commando linii Westair Transport przymusowo wodował z powodu awarii obu silników, w wyniku czego zginęło 28 spośród 65 osób na pokładzie.
- 1953 – Przyjęto nową konstytucję Danii.
- 1957 – Dokonano oblotu radzieckiego ciężkiego śmigłowca transportowego Mi-6.
- 1959 – Lee Kuan Yew został pierwszym premierem Singapuru.
- 1963:
  - Brytyjski sekretarz ds. wojny John Profumo podał się do dymisji po przyznaniu się do utrzymywania kontaktów z prostytutką powiązaną z radzieckim wywiadem.
  - W Iranie doszło do masowych protestów przeciwko szachowi Mohammadowi Rezie Pahlawiemu, krwawo stłumionych przez armię.
- 1967:
  - Ukazała się powieść Sto lat samotności Gabriela Garcii Márqueza.
  - Wybuchła arabsko-izraelska wojna sześciodniowa. Na Wielkim Jeziorze Gorzkim na Kanale Sueskim na 8 lat zostały uwięzione polskie dziesięciotysięczniki: „Bolesław Bierut” i „Djakarta”.
- 1968 – W hotelu w Los Angeles został postrzelony przez Palestyńczyka Sirhana Sirhana kandydat Partii Demokratycznej w wyborach prezydenckich senator Robert F. Kennedy. W wyniku odniesionych obrażeń zmarł następnego dnia w szpitalu.
- 1969:
  - Nad Cieśniną Beringa zaginął bez śladu amerykański samolot zwiadowczy Boeing RC-135 wraz z 19-osobową załogą.
  - Radziecki Tu-144, jako pierwszy samolot pasażerski, przekroczył barierę dźwięku.
- 1972 – Rozpoczęła się konferencja sztokholmska ONZ pod hasłem: „Mamy tylko jedną ziemię”, podczas której ochrona środowiska podniesiona została do rangi podstawowej funkcji państwa, pojawił się wówczas także termin polityka ochrony środowiska.
- 1975:
  - Po raz pierwszy od wybuchu wojny sześciodniowej otwarto Kanał Sueski.
  - W referendum w Wielkiej Brytanii 67% głosujących opowiedziało się za pozostaniem kraju w Europejskiej Wspólnocie Gospodarczej.
- 1976 – 11 osób zginęło po przerwaniu zapory wodnej Teton Dam w amerykańskim stanie Idaho.
- 1977:
  - Na Seszelach doszło do wojskowego zamachu stanu.
  - Rozpoczęto sprzedaż komputera domowego Apple II.
- 1978 – Zakończyła się czteroletnia wojna szympansów w Parku Narodowym Gombe w Tanzanii, zarejestrowana i opisana przez brytyjską badaczkę Jane Goodall.
- 1980 – Rozpoczęła się załogowa misja kosmiczna Sojuz T-2.
- 1981 – Amerykańskie Centrum Kontroli i Prewencji Chorób doniosło w swym cotygodniowym biuletynie, że 5 homoseksualistów z Los Angeles zapadło na rzadką odmianę zapalenia płuc. Był to pierwszy opis choroby, którą rok później nazwano AIDS.
- 1982 – tego dnia odbyły się pierwsze Mistrzostwa Świata w Speedcubingu
- 1989 – Nieznany Buntownik zatrzymał w Pekinie kolumnę czołgów wracających z akcji krwawego stłumienia studenckiego protestu na Placu Niebiańskiego Spokoju.
- 1991:
  - Rozpoczęła się misja STS-40 wahadłowca Columbia.
  - Sid Ahmed Ghozali został premierem Algierii.
  - Ylli Bufi został premierem Albanii.
  - Została rozwiązana Albańska Partia Pracy (PPSh).
- 1992 – Na Szczycie Ziemi w Rio de Janeiro została sporządzona Konwencja o różnorodności biologicznej.
- 1993:
  - 24 żołnierzy pakistańskich z misji pokojowej UNOSOM II zginęło w Somalii z rąk bojówkarzy Mohameda Aidida.
  - W magazynie „The New Yorker” ukazał się rysunek satyryczny Petera Steinera, przedstawiający siedzącego przy komputerze czarnego labradora, który kieruje do łaciatego kundelka słowa: W Internecie nikt nie wie, że jesteś psem  (ang. On the Internet, nobody knows you're a dog), które stały się znanym porzekadłem.
- 1997 – W Algierii odbyły się pierwsze od wybuchu wojny domowej wybory parlamentarne, do których nie został dopuszczony Islamski Front Ocalenia.
- 2002 – 17 osób zginęło, a 38 zostało rannych w samobójczym zamachu bombowym na autobus w Megiddo na północy Izraela.
- 2003 – Ukazał się album St. Anger amerykańskiej grupy Metallica.
- 2004 – W zamachu w Bagdadzie zginęło dwóch byłych żołnierzy jednostki GROM oraz dwóch Amerykanów, pracujących dla amerykańskiego przedsiębiorstwa ochroniarskiego Blackwater.
- 2005:
  - Szwajcarzy wyrazili w referendum zgodę na przystąpienie kraju do układu z Schengen.
  - W Wietnamie pod przełęczą na granicy miasta wydzielonego Đà Nẵng i prowincji Thừa Thiên-Huế otwarto najdłuższy w Azji Południowo-Wschodniej tunel Hải Vân (6280 m).
- 2006 – Po rozpadzie federacji z Czarnogórą parlament w Belgradzie proklamował niepodległość Serbii.
- 2009:
  - Co najmniej 31 osób (w tym 9 policjantów) zginęło w starciach między peruwiańską policją a Indianami, protestującymi przeciwko wydobyciu ropy i gazu ziemnego na terenie Amazonii.
  - Co najmniej 40 osób zginęło w samobójczym zamachu bombowym na meczet w miejscowości Haya Gai w północno-zachodnim Pakistanie.
- 2010 – Izraelscy żołnierze zajęli bez walki statek „Rachel Corrie”, ostatni z sześciu należących do tzw. Flotylli Pokoju, płynących z pomocą humanitarną dla Strefy Gazy.
- 2011 – Ollanta Humala zwyciężył w wyborach prezydenckich w Peru, pokonując w II turze Keiko Fujimori.
- 2014 – Konflikt na wschodniej Ukrainie: w nocy z 4 na 5 czerwca rebelianci zaatakowali trzy punkty kontroli granicznej w obwodzie ługańskim. Po wymianie ognia strażnicy zamknęli i opuścili posterunki. Tym samym siły ukraińskie utraciły kontrolę nad 130 km pasa granicznego z Rosją.
- 2015 – Ameenah Gurib-Fakim jako pierwsza kobieta objęła urząd prezydenta Mauritiusa.
- 2016 – 25 osób zginęło (w tym 18 napastników), a 37 zostało rannych w strzelaninach w Aktobe w północno-zachodnim Kazachstanie, do których doszło po ataku trzech grup islamistów na sklepy z bronią i bazę wojskową.
- 2017 – Czarnogóra została członkiem NATO.
- 2021 – Co najmniej 160 osób zostało zabitych przez islamskich ekstremistów w mieście Solhan w prowincji Yagha w północno-wschodnim Burkina Faso.
- 2022:
  - Weszła w życie opublikowana i promulgowana 19 marca przez papieża Franciszka konstytucja apostolska Praedicate Evangelium, reformująca Kurię Rzymską i zastępującą dotychczasową konstytucję Pastor Bonus.
  - W referendum w Kazachstanie większość głosujących poparła przyjęcie poprawek do konstytucji.

## Astronomia
- 1866 – Według obliczeń Pluton osiągnął aphelium swojej orbity. Następne takie zdarzenie będzie miało miejsce w sierpniu 2113 roku.

## Urodzili się
- 1341 – Edmund Langley, hrabia Cambridge, książę Yorku (zm. 1402)
- 1396 – Giannozzo Manetti, włoski pisarz, filolog, humanista (zm. 1459)
- 1412 – Ludwik III Gonzaga, markiz Mantui (zm. 1478)
- 1436 – Ludwik Sabaudzki, hrabia Genewy, król Cypru (zm. 1482)
- 1493 – Justus Jonas, niemiecki teolog, humanista, działacz reformacji (zm. 1555)
- 1523 – Małgorzata de Valois, księżna Berry (zm. 1574)
- 1587 – Robert Rich, angielski arystokrata, admirał (zm. 1658)
- 1617 – Pellegro Piola, włoski malarz (zm. 1640)
- 1626 – Manfred I, książę Wirtembergii-Weiltingen (zm. 1662)
- 1640 – Pu Songling, chiński pisarz (zm. 1715)
- 1642 – Giambattista Rubini, włoski duchowny katolicki, biskup Vicenzy, sekretarz stanu Stolicy Apostolskiej, kardynał (zm. 1707)
- 1646 – Elena Cornaro Piscopia, włoska matematyk, filozof (zm. 1684)
- 1656 – Joseph Pitton de Tournefort, francuski botanik (zm. 1708)
- 1660 – Sarah Churchill, księżna Marlborough (zm. 1744)
- 1666 – Burchard Suhm, saski i polski dyplomata (zm. 1720)
- 1667 – Giorgio Spinola, włoski kardynał (zm. 1739)
- 1671 – Johann Ernst von Herberstein, austriacki hrabia, dyplomata (zm. 1746)
- 1676 – Marco Ricci, włoski malarz (zm. 1730)
- 1686 – Ignacy z Santhià, włoski kapucyn, święty (zm. 1770)
- 1702 – Willem van Keppel, brytyjski arystokrata, wojskowy, polityk, dyplomata (zm. 1754)
- 1717 – Emanuel Mendez da Costa, brytyjski botanik, konchiolog, przyrodnik, filozof pochodzenia żydowskiego (zm. 1791)
- 1718 – Thomas Chippendale, brytyjski ebenista (zm. 1779)
- 1719 – Domenico Orsini d’Aragona, włoski kardynał (zm. 1789)
- 1757 – Pierre Cabanis, francuski lekarz (zm. 1808)
- 1760 – Johan Gadolin, fiński mineralog, chemik (zm. 1852)
- 1762 – Bushrod Washington, amerykański prawnik, sędzia Sądu Najwyższego (zm. 1829)
- 1771 – Ernest August I, król Hanoweru (zm. 1851)
- 1791 – Sa’id ibn Sultan, pierwszy sułtan Maskatu i Omanu (zm. 1856)
- 1801 – Karl Egon Ebert, czesko-niemiecki poeta (zm. 1882)
- 1804 – Robert Hermann Schomburgk, niemiecki podróżnik, odkrywca (zm. 1865)
- 1813:
  - Édouard Baldus, francuski fotograf (zm. 1889)
  - Gustaw Daniel Budkowski, polski malarz, litograf (zm. 1884)
- 1814 – Pierre-Laurent Wantzel, francuski matematyk, wykładowca akademicki (zm. 1848)
- 1818 – Marceli Motty, polski pisarz, działacz społeczny, pedagog pochodzenia francuskiego (zm. 1898)
- 1819 – John Couch Adams, brytyjski matematyk, astronom (zm. 1892)
- 1825 – Felicjan Faleński, polski poeta, tłumacz (zm. 1910)
- 1829 – Leon Szubert, polski rzeźbiarz (zm. 1859)
- 1848 – Julius Scriba, niemiecki chirurg (zm. 1905)
- 1849 – Jan Myjak, polski działacz i poeta ludowy (zm. 1927)
- 1850 – Pat Garrett, amerykański prawnik, szeryf (zm. 1908)
- 1858 – Carl Swartz, szwedzki polityk, premier Szwecji (zm. 1926)
- 1860 – Heinrich Frenkel, szwajcarski neurolog (zm. 1931)
- 1862:
  - Francesco d’Errico, włoski duchowny katolicki, biskup Alghero (zm. 1957)
  - Allvar Gullstrand, szwedzki lekarz okulista, laureat Nagrody Nobla (zm. 1930)
  - Zdzisław Tarnowski, polski ziemianin, przemysłowiec, działacz gospodarczy i kulturalny (zm. 1937)
- 1865 – Felicjan Szopski, polski kompozytor, krytyk, pedagog muzyczny (zm. 1939)
- 1870:
  - Ferdinand Blumenthal, niemiecki lekarz, onkolog (zm. 1941)
  - Zygmunt Łoziński, polski duchowny katolicki, biskup miński i piński, czcigodny Sługa Boży (zm. 1932)
- 1873 – Alojzy Versiglia, włoski salezjanin, misjonarz, biskup, męczennik, święty (zm. 1930)
- 1875 – Stanislav Kostka Neumann, czeski pisarz (zm. 1947)
- 1878 – Pancho Villa, meksykański przywódca partyzantki chłopskiej (zm. 1923)
- 1880 – Edward Leszczyński, polski poeta, krytyk literacki (zm. 1921)
- 1882:
  - Tadeusz Karyłowski, polski jezuita, poeta, tłumacz (zm. 1945)
  - Battling Nelson, duński bokser (zm. 1954)
- 1883:
  - Gustaf Dahlbeck, szwedzki podpułkownik, inżynier (zm. 1953)
  - John Maynard Keynes, brytyjski ekonomista (zm. 1946)
  - Bolesław Szczuka, polski drukarz, wydawca (zm. 1939)
- 1884:
  - Ralph Benatzky, austriacki kompozytor pochodzenia czeskiego (zm. 1957)
  - Bernhard Goetzke, niemiecki aktor (zm. 1964)
  - Antoni Władysław Idźkowski, polski nauczyciel, kupiec, krajoznawca (zm. 1975)
- 1885:
  - Warder Clyde Allee, amerykański zoolog, ekolog (zm. 1955)
  - Georges Mandel, francuski dziennikarz, polityk, działacz ruchu oporu pochodzenia żydowskiego (zm. 1944)
- 1886:
  - Kurt Hahn, niemiecki pedagog pochodzenia żydowskiego (zm. 1974)
  - Tadeusz Ziółkowski, polski kapitan żeglugi wielkiej (zm. 1940)
- 1887 – Ruth Benedict, amerykańska antropolog, socjolog (zm. 1948)
- 1888:
  - Armand Léon Annet, francuski kapitan, administrator kolonialny (zm. 1973)
  - Grigorij Fichtenholz, rosyjski matematyk pochodzenia niemieckiego (zm. 1959)
- 1890 – José Piendibene, urugwajski piłkarz, trener (zm. 1969)
- 1891:
  - Albert Dossenbach, niemiecki pilot wojskowy, as myśliwski (zm. 1917)
  - Awraham Herzfeld, izraelski rabin, polityk (zm. 1973)
  - Helena Sparrow, polska bakteriolog, mikrobiolog, wykładowczyni akademicka pochodzenia brytyjskiego (zm. 1970)
- 1892:
  - Siergiej Buzdalin, radziecki polityk (zm. 1937)
  - Jaan Kikkas, estoński sztangista (zm. 1944)
- 1893 – Wacław Piekarski, polski generał brygady (zm. 1979)
- 1894:
  - James Glenn Beall, amerykański polityk, senator (zm. 1971)
  - Franz Bilko, austriacki malarz, rysownik, grafik (zm. 1968)
  - Jan Lipski, polski major, polityk, dyplomata (zm. 1958)
  - Aleksander Rafałowski, polski malarz, scenograf (zm. 1981)
  - Mieczysław Stecewicz, polski major piechoty (zm. 1942)
  - Roy Thomson, kanadyjski magnat mediowy (zm. 1976)
- 1895:
  - Cecil McMaster, południowoafrykański lekkoatleta, chodziarz (zm. 1981)
  - Władysław Prymka, polski piłkarz (zm. 1963)
- 1896 – Michaił Aleksiejew, rosyjski historyk literatury, slawista (zm. 1981)
- 1897:
  - Tadeusz Gąsiewicz, polski malarz (zm. 1967)
  - Charles Hartshorne, amerykański filozof, teolog (zm. 2000)
- 1898 – Federico García Lorca, hiszpański poeta, dramatopisarz (zm. 1936)
- 1899:
  - Ernesto Cofiño, gwatemalski pediatra, Sługa Boży (zm. 1991)
  - Julius Engelhardt, niemiecki działacz Świadków Jehowy, więzień i ofiara nazizmu (zm. 1944)
- 1900:
  - Dennis Gabor, węgierski fizyk, wykładowca akademicki, laureat Nagrody Nobla pochodzenia żydowskiego (zm. 1979)
  - Harry Wyld, brytyjski kolarz torowy (zm. 1976)
- 1901 – Carl Friedrich, amerykański politolog pochodzenia niemieckiego (zm. 1984)
- 1902:
  - Webb Haymaker, amerykański neuropatolog (zm. 1984)
  - Hugo Huppert, austriacki poeta, prozaik, eseista, krytyk literacki, tłumacz, działacz komunistyczny (zm. 1982)
- 1903:
  - Adolf Kainz, austriacki kajakarz (zm. 1948)
  - Tadeusz Topolnicki, polski porucznik (zm. 1995)
  - Antoni Walawender, polski historyk, archiwista (zm. 1960)
- 1904 – Hans Furler, niemiecki polityk (zm. 1975)
- 1905:
  - György Deák-Bárdos, węgierski kompozytor, chórmistrz (zm. 1991)
  - Christopher Hawkes, angielski archeolog (zm. 1992)
- 1906:
  - Michaił Jasnow, radziecki polityk, premier Rosyjskiej FSRR (zm. 1991)
  - Eraldo Monzeglio, włoski piłkarz, trener (zm. 1981)
- 1907:
  - Víctor Avendaño, argentyński bokser (zm. 1984)
  - Bill Dickey, amerykański baseballista (zm. 1993)
  - Antoni Dunin, polski porucznik (zm. 1939)
  - Joan M. Hussey, brytyjska historyk, bizantynolog (zm. 2006)
- 1908:
  - Branislav Hrnjiček, jugosłowiański piłkarz (zm. 1964)
  - Franco Rol, włoski kierowca wyścigowy (zm. 1977)
- 1909 – Daria Borghese, rosyjska pisarka, publicystka i ilustratorka emigracyjna (zm. 1963)
- 1910:
  - Johannes Coleman, południowoafrykański lekkoatleta, maratończyk (zm. 1997)
  - Elżbieta Łabuńska, polska aktorka (zm. 1991)
  - Zofia Nakoneczna, polska aktorka (zm. 1976)
- 1911:
  - Melania Fogelbaum, polska poetka, malarka, rzeźbiarka pochodzenia żydowskiego (zm. 1944)
  - John C. Woods, amerykański starszy sierżant, kat (zm. 1950)
- 1912:
  - Wojciech Dzieduszycki, polski aktor, śpiewak, dyrygent, dziennikarz, autor tekstów kabaretowych, działacz kulturalny (zm. 2008)
  - Stefan Krakowski, polski historyk mediewista, wykładowca akademicki (zm. 1999)
  - Alexandru Todea, rumuński duchowny katolicki rytu bizantyjskiego, arcybiskup Fogaraszu i Alba Iulia, kardynał (zm. 2002)
- 1913 – Peter Doherty, północnoirlandzki piłkarz, trener (zm. 1990)
- 1914:
  - Rose Hill, brytyjska aktorka, śpiewaczka operowa (sopran) (zm. 2003)
  - Jan Zawartka, polski chirurg (zm. 1976)
- 1915:
  - Miroslav Filipović-Majstorović, chorwacki duchowny katolicki, franciszkanin, zbrodniarz wojenny (zm. 1946)
  - Lancelot Lionel Ware, australijski prawnik (zm. 2000)
- 1916 – Krystyna Marynowska-Sianożęcka, polska aktorka, tancerka (zm. 2014)
- 1917:
  - Maurice Duverger, francuski prawnik, politolog, socjolog, polityk (zm. 2014)
  - Norival Pereira da Silva, brazylijski piłkarz (zm. 1988)
  - José Baptista Pinheiro de Azevedo, portugalski admirał, polityk, premier Portugalii (zm. 1983)
- 1918:
  - Theodore Wilbur Anderson, amerykański statystyk, ekonometra (zm. 2016)
  - Zygmunt Nieciecki, polski artysta grafik, modelarz znaków wodnych (zm. 2008)
- 1919:
  - James C. Fletcher, amerykański urzędnik państwowy, administrator NASA (zm. 1991)
  - Veikko Huhtanen, fiński gimnastyk (zm. 1976)
  - Jerzy Łanowski, polski filolog klasyczny, tłumacz (zm. 2000)
  - Kazimierz Wünsche, polski kapitan pilot (zm. 1980)
- 1920:
  - Marian Leon Bielicki, polski prozaik, eseista, dziennikarz, tłumacz (zm. 1972)
  - Jan Mazur, polski duchowny katolicki, biskup pomocniczy lubelski, biskup siedlecki (zm. 2008)
  - Cornelius Ryan, amerykański dziennikarz pochodzenia irlandzkiego (zm. 1974)
  - Tadeusz Świcarz, polski hokeista, piłkarz (zm. 2002)
- 1922:
  - Henryk Guzek, polski aktor operetkowy (zm. 1988)
  - Zdzisław Masełko, polski hokeista, trener (zm. 2006)
  - Tadeusz Śliwiński, polski profesor nauk technicznych (zm. 2017)
- 1923:
  - Jorge Daponte, argentyński kierowca wyścigowy (zm. 1963)
  - Vladimir Firm, chorwacki piłkarz (zm. 1996)
  - Xhaferr Spahiu, albański polityk (zm. 1999)
  - Peggy Stewart, amerykańska aktorka (zm. 2019)
- 1924:
  - Antoni Fryszkowski, polski żołnierz KWP i NZW (zm. 1948)
  - Alberto Tenenti, włosko-francuski historyk, wykładowca akademicki (zm. 2002)
- 1925:
  - Bill Dickinson, amerykański polityk (zm. 2008)
  - Warren Frost, amerykański aktor (zm. 2017)
  - Mykoła Pławjuk, ukraiński polityk, prezydent Ukrainy na emigracji, działacz społeczny (zm. 2012)
- 1926:
  - Camillo Cibin, włoski ochroniarz papieski, szef żandarmerii watykańskiej (zm. 2009)
  - Ragnar Ericzon, szwedzki lekkoatleta, oszczepnik (zm. 2010)
  - Johannes von Thurn und Taxis, niemiecki arystokrata, przedsiębiorca (zm. 1990)
- 1928:
  - Kazimierz Hoffman, polski poeta (zm. 2009)
  - Paavo Korhonen, fiński kombinator norweski, biegacz narciarski (zm. 2019)
  - Karol Rakoczy, polski żołnierz NSZ (zm. 1950)
  - Tony Richardson, brytyjski scenarzysta, producent i reżyser teatralny i filmowy (zm. 1991)
- 1929:
  - Ingegerd Troedsson, szwedzka polityk (zm. 2012)
  - Ramfis Trujillo, dominikański generał (zm. 1969)
- 1930:
  - Ursula Lehr, niemiecka psycholog, gerontolog, polityk (zm. 2022)
  - Bohdan Paczowski, polski architekt, eseista, fotografik (zm. 2017)
  - Willibald Pahr, austriacki prawnik, polityk, dyplomata
  - Andrzej Perepeczko, polski marynarz, oficer floty handlowej, pisarz, publicysta (zm. 2023)
  - Władimir Popow, radziecki twórca filmów animowanych (zm. 1987)
- 1931:
  - Zygmunt Apostoł, polski aktor, kompozytor, pianista (zm. 2018)
  - Jacques Demy, francuski reżyser i scenarzysta filmowy (zm. 1990)
  - Jerzy Prokopiuk, polski gnostyk, antropozof, pisarz, tłumacz, filozof, religioznawca (zm. 2021)
  - Joaquin Sisó Cruellas, hiszpański polityk
  - Włodzimierz Szwendrowski, polski żużlowiec (zm. 2013)
- 1932:
  - Christy Brown, irlandzki malarz, prozaik, poeta (zm. 1981)
  - Witold Dąbrowski, polski polityk, kierownik resortu budownictwa (zm. 2025)
  - Aleksander Lipowski, polski operator filmowy (zm. 2014)
  - Gaston Mercier, francuski wioślarz (zm. 1974)
- 1933:
  - Alphonse Bilung, indyjski duchowny katolicki, biskup Rourkeli (zm. 2022)
  - William Kahan, kanadyjski matematyk, informatyk
  - Velimir Bata Živojinović, serbski aktor, polityk (zm. 2016)
- 1934:
  - Willi Block, niemiecka ofiara muru berlińskiego (zm. 1966)
  - Vilhjálmur Einarsson, islandzki lekkoatleta, trójskoczek (zm. 2019)
  - Frank Michel, amerykański astrofizyk, wykładowca akademicki (zm. 2015)
- 1935:
  - Helmut Benthaus, niemiecki piłkarz, trener
  - Anne Pashley, brytyjska lekkoatletka, sprinterka (zm. 2016)
  - Elżbieta Seferowicz, polska polityk, poseł na Sejm RP
- 1936:
  - Ivo Stefanoni, włoski wioślarz, sternik
  - Stefan Śnieżko, polski prawnik, prokurator, polityk, senator RP
- 1937:
  - Hélène Cixous, francuska filozof, pisarka, feministka
  - Anna Liana, polska entomolog, profesor nauk biologicznych (zm. 2021)
  - Faustino Sainz Muñoz, hiszpański duchowny katolicki, nuncjusz apostolski (zm. 2012)
- 1938:
  - Karin Balzer, niemiecka lekkoatletka, płotkarka (zm. 2019)
  - Co Prins, holenderski piłkarz (zm. 1987)
- 1939:
  - Ron Baensch, australijski kolarz torowy (zm. 2017)
  - Joe Clark, kanadyjski polityk, premier Kanady
  - Margaret Drabble, brytyjska pisarka, biografka, krytyk literacka
  - Grzegorz Królikiewicz, polski reżyser i scenarzysta filmowy, pedagog (zm. 2017)
- 1940:
  - Antoni Cybulski, polski muzealnik, działacz kulturalny (zm. 2016)
  - Imre Komora, węgierski piłkarz, trener (zm. 2024)
  - Gilles Lussier, kanadyjski duchowny katolicki, biskup Joliette
- 1941:
  - Martha Argerich, argentyńska pianistka
  - Zygmunt Bogdziewicz, polski strzelec sportowy (zm. 2016)
  - Gjermund Eggen, norweski biegacz narciarski (zm. 2019)
- 1942:
  - Teodoro Obiang Nguema Mbasogo, gwinejski generał, polityk, prezydent Gwinei Równikowej
  - Erich Trapp, austriacki historyk, bizantynolog
- 1943:
  - Piotr Matywiecki, polski poeta, eseista, krytyk literacki
  - Abraham Viruthakulangara, indyjski duchowny katolicki, arcybiskup Nagpur (zm. 2018)
- 1944:
  - Whitfield Diffie, amerykański kryptograf
  - Juan Fabila Mendoza, meksykański bokser
  - Tommie Smith, amerykański lekkoatleta, sprinter, futbolista
  - Colm Wilkinson, irlandzki wokalista, aktor musicalowy
- 1945:
  - John Carlos, amerykański lekkoatleta, sprinter
  - Lucjan Czerny, polski aktor, artysta estradowy, dziennikarz radiowy (zm. 2021)
  - Patrick Head, brytyjski główny inżynier zespołu Williams F1
  - Zbigniew Michniowski, polski samorządowiec, prezydent Bielska-Białej
  - Evelyna Steimarová, czeska aktorka
- 1946:
  - John Du Cann, brytyjski wokalista, gitarzysta, członek zespołów: The Attack, Andromeda, Atomic Rooster i Hard Stuff (zm. 2011)
  - Stefania Sandrelli, włoska aktorka
  - Robert Wattebled, francuski duchowny katolicki, biskup Nîmes
- 1947:
  - Laurie Anderson, amerykańska artystka eksperymentalna, piosenkarka, plastyczka, reżyserka, pisarka, rzeźbiarka, kompozytorka, performerka
  - Maurice Martens, belgijski piłkarz
  - Redmond O’Hanlon, brytyjski podróżnik, naukowiec
- 1948:
  - Ryszard Lenczewski, polski operator filmowy, pedagog
  - Wałentyn Szewczenko, ukraiński lekkoatleta, trójskoczek
- 1949:
  - Krasimira Bogdanowa, bułgarska koszykarka (zm. 1992)
  - Thur Borren, nowozelandzki hokeista na trawie pochodzenia holenderskiego
  - Ken Follett, brytyjski pisarz
  - Guts Ishimatsu, japoński bokser, aktor
  - Hanna Konopka, polska historyk (zm. 2015)
  - Rodolfo Manzo, peruwiański piłkarz
  - Luís Marinho, portugalski prawnik, polityk
  - José Nambi, angolski duchowny katolicki, biskup Kwito-Bié (zm. 2022)
  - Julian Porteous, australijski duchowny katolicki, biskup pomocniczy Sydney, arcybiskup Hobart
- 1950:
  - Haijo Apotheker, holenderski socjolog, pisarz, samorządowiec, polityk
  - Jan Hnatowicz, polski kompozytor, aranżer, producent muzyczny, gitarzysta
  - Wiktor Nowożyłow, rosyjski zapaśnik (zm. 1991)
  - Wojciech Sadurski, polski prawnik, filozof, politolog, publicysta, komentator polityczny
  - Johannes Voggenhuber, austriacki samorządowiec, polityk
- 1951:
  - Alberto Campos Hernández, peruwiański duchowny katolicki, wikariusz apostolski San José de Amazonas
  - Manuel Fernandes, portugalski piłkarz, trener (zm. 2024)
  - Marieta Janaku, grecka lekarka, polityk, minister zdrowia, minister edukacji, eurodeputowana (zm. 2022)
  - Silvio Longobucco, włoski piłkarz (zm. 2022)
- 1952:
  - Umberto Barberis, szwajcarski piłkarz, trener
  - Michael Duca, amerykański duchowny katolicki, biskup Baton Rouge
  - László Makra, węgierski klimatolog
  - Helmuth Markov, niemiecki inżynier, przedsiębiorca, samorządowiec, polityk
  - Nicko McBrain, brytyjski perkusista, członek zespołu Iron Maiden
  - Czesław Sobierajski, polski przedsiębiorca, polityk, poseł na Sejm RP
- 1953:
  - Roberto Francisco Ferrería Paz, brazylijski duchowny katolicki, biskup Campos
  - Kathleen Kennedy, amerykańska producentka filmowa
  - Alina Madej, polska filmoznawczyni (zm. 2019)
- 1954:
  - Juan-José Aguirre Muñoz, hiszpański duchowny katolicki, biskup Bangasso w Republice Środkowoafrykańskiej
  - Julio César Arzú, honduraski piłkarz, bramkarz
  - Ludwik Dorn, polski publicysta, polityk, poseł, marszałek Sejmu RP, minister spraw wewnętrznych i administracji, wicepremier (zm. 2022)
  - Peter Erskine, amerykański perkusista jazzowy
  - Waldemar Lemos, brazylijski trener piłkarski
  - Alberto Malesani, włoski piłkarz, trener
  - Steven Meisel, amerykański fotograf mody
  - Cezary Morawski, polski aktor, dyrektor teatru, pedagog
- 1955:
  - Piotr Bakal, polski poeta, kompozytor, piosenkarz, organizator koncertów i festiwali, tłumacz, dziennikarz
  - Edinho, brazylijski piłkarz, trener
  - Marian Oslislo, polski grafik
- 1956:
  - Salvatore Cordileone, amerykański duchowny katolicki, arcybiskup San Francisco
  - Kenny G, amerykański saksofonista, klarnecista
  - Grażyna Łacheta, polska lekkoatletka, skoczkini wzwyż
  - Roger Michell, południowoafrykański reżyser i scenarzysta filmowy (zm. 2021)
  - Hiob (Pawłyszyn), ukaiński biskup prawosławny (zm. 2019)
  - José Luis Rugamas, salwadorski piłkarz, trener
- 1957:
  - José María Gil Tamayo, hiszpański duchowny katolicki, biskup Ávili
  - Rafał Habielski, polski historyk, prasoznawca
  - Wayne Kirkpatrick, kanadyjski duchowny katolicki, biskup pomocniczy Toronto
  - Eduard Makri, albański aktor, reżyser i scenarzysta filmowy
  - Enrico Ruggeri, włoski piosenkarz, kompozytor, prezenter telewizyjny
- 1958:
  - Geoff Dyer, brytyjski pisarz, wykładowca akademicki
  - Carole Kravetz, amerykańska montażystka filmowa
  - Ahmed Abdallah Sambi, komoryjski polityk, prezydent Komorów
  - Nicolas Thévenin, francuski duchowny katolicki, arcybiskup, nuncjusz apostolski
- 1959:
  - Paweł Domański, polski matematyk (zm. 2016)
  - Mirosław Graf, polski skoczek narciarski, trener, działacz sportowy, samorządowiec, burmistrz Szklarskiej Poręby
  - Roland Omoruyi, nigeryjski bokser
  - Werner Schildhauer, niemiecki lekkoatleta, długodystansowiec
  - Jesper Worre, duński kolarz szosowy i torowy
- 1960:
  - Radosław Baran, polski samorządowiec, prezydent Będzina
  - Claire Fox, brytyjska publicystka, komentatorka, nauczycielka, polityk
  - Roberto Molina Carrasco, hiszpański żeglarz sportowy
  - Sławomir Pietrzak, polski muzyk, kompozytor, wokalista, producent muzyczny, multiinstrumentalista, reżyser teledysków, fotograf, wydawca
  - Charly Rössli, szwajcarski trener piłkarski
- 1961:
  - Anke Behmer, niemiecka lekkoatletka, wieloboistka
  - Mary Kay Bergman, amerykańska aktorka (zm. 1999)
- 1962:
  - Marek Chmielewski, polski samorządowiec, polityk, poseł na Sejm RP
  - Jacek Inglot, polski pisarz science fiction
  - Astrid Koburg, belgijska księżniczka
- 1963:
  - Dorota Filipczak, polska poetka (zm. 2021)
  - Ignacy Jasionowski, polski samorządowiec, wicemarszałek województwa podlaskiego
  - Wojciech Lepianka, polski scenarzysta filmowy
- 1964:
  - Laura Charameda, amerykańska kolarka szosowa
  - Lisa Cholodenko, amerykańska reżyserka i scenarzystka filmowa
  - Rick Riordan, amerykański pisarz
  - Karl Sanders, amerykański muzyk, gitarzysta, wokalista, kompozytor
- 1965:
  - Michael E. Brown, amerykański astronom
  - Juliusz Kruszankin, polski piłkarz, trener
  - Irina Kusakina, rosyjska saneczkarka
- 1966:
  - Paweł Jurek, polski dramaturg, scenarzysta telewizyjny
  - Aristidis Rumbenian, radziecki i grecki zapaśnik
- 1967:
  - Jacek Bednarz, polski piłkarz, działacz piłkarski
  - Matt Bullard, amerykański koszykarz
  - Joe DeLoach, amerykański lekkoatleta, sprinter
  - Leszek Dobrzyński, polski politolog, przedsiębiorca, polityk, poseł na Sejm RP
  - Raúl González, kubański bokser
  - Ron Livingston, amerykański aktor
  - Jacek Protasiewicz, polski polityk, poseł na Sejm RP, eurodeputowany
  - Jan Pytlick, duński trener piłki ręcznej
- 1968:
  - Lee Dorrian, brytyjski wokalista, autor tekstów, członek zespołów: Napalm Death, Cathedral, Teeth of Lions Rule the Divine, Septic Tank i With the Dead
  - Mel Giedroyc, brytyjska prezenterka telewizyjna, aktorka pochodzenia polsko-litewskiego
  - Richard Golz, niemiecki piłkarz, bramkarz
  - Csaba Horváth, węgierski szachista
  - Percy Olivares, peruwiański piłkarz
  - Marc Rieper, duński piłkarz
  - Henk Vos, holenderski piłkarz
  - Hanna Wróblewska, polska historyczka sztuki i kuratorka, minister
- 1969:
  - Brian McKnight, amerykański piosenkarz, autor tekstów, multiinstrumentalista, producent muzyczny
  - Jorge Santillana, meksykański piłkarz
  - Artur Zasada, polski polityk, poseł na Sejm RP, eurodeputowany
- 1970:
  - Pedro Carrión, kubański bokser
  - Aleksandar Jovančević, serbski zapaśnik
- 1971:
  - Francisco Gabriel de Anda, meksykański piłkarz
  - Arkadiusz Chęciński, polski samorządowiec, prezydent Sosnowca
  - Emy Coligado, amerykańska aktorka
  - Jan Kozaczuk, polski aktor
  - Petros Triandafilidis, grecki zapaśnik
  - Mark Wahlberg, amerykański aktor
- 1972:
  - Paweł Kotla, polski dyrygent
  - Jurij Mielniczenko, kazachski zapaśnik
  - Alicja Panasiewicz, polska artystka wizualna
  - Bartłomiej Tomaszewski, polski koszykarz
- 1973:
  - Jelena Azarowa, rosyjska pływaczka synchroniczna
  - Lamon Brewster, amerykański bokser
  - Serghei Chirilov, mołdawski piłkarz, trener
  - Daniel Gildenlöw, szwedzki wokalista, muzyk, kompozytor, producent muzyczny, członek zespołu Pain of Salvation
  - Jenn Rivell, amerykańska aktorka
  - Raul Siem, estoński prawnik, polityk
  - Gella Vandecaveye, belgijska judoczka
- 1974:
  - Barbara Ciszewska-Andrzejewska, polska szpadzistka
  - Scott Draper, australijski tenisista
  - Jelena Miroszyna, rosyjska skoczkini do wody (zm. 1995)
  - Nikole Mitchell, jamajska lekkoatletka, sprinterka
  - Marcus Patrick, brytyjski aktor, piosenkarz, model
- 1975:
  - Sandra Beltran, kolumbijska aktorka
  - Urban Franc, słoweński skoczek narciarski
  - Žydrūnas Ilgauskas, litewski koszykarz
  - Aneta Kopacz, polska reżyserka i scenarzystka
  - Tigran Nalbandian, ormiański szachista (zm. 2025)
  - Duncan Patterson, brytyjski muzyk, wokalista, kompozytor, autor tekstów, członek zespołu Alternative 4
  - Maciej Sobociński, polski reżyser teatralny i telewizyjny, scenograf
- 1976:
  - Lauren Beukes, południowoafrykańska pisarka, scenarzystka filmowa, dziennikarka
  - Anna Deparnay-Grunenberg, niemiecka polityk, eurodeputowana
  - Joey Gilbert, amerykański bokser, prawnik
  - Janis Janulis, grecki koszykarz
  - Marek Jerchewicz, polski basista, członek zespołów Luminous Flesh Giants i Chainsaw
  - Almantas Petkus, litewski samorządowiec, polityk
  - Takayuki Suzuki, japoński piłkarz
- 1977:
  - Navi Rawat, amerykańska aktorka pochodzenia indyjsko-niemieckiego
  - Liza Weil, amerykańska aktorka
  - Tamika Whitmore, amerykańska koszykarka
- 1978:
  - María Chivite, hiszpańska polityk, prezydent wspólnoty autonomicznej Nawarry
  - Miika Koppinen, fiński piłkarz
  - Fernando Meira, portugalski piłkarz
  - Sylwia Najah, polska aktorka
  - Sutee Suksomkit, tajski piłkarz
- 1979:
  - Erin Buescher, amerykańska koszykarka
  - Alison Cox, amerykańska wioślarka
  - Sebastián Saja, argentyński piłkarz, bramkarz
  - Pete Wentz, amerykański basista, kompozytor, członek zespołu Fall Out Boy
- 1980:
  - Dawit Bolkwadze, gruziński piłkarz
  - Mike Fisher, kanadyjski hokeista
  - Yasmine Hanani, amerykańska aktorka
- 1981:
  - Serhat Akın, turecki piłkarz
  - Carlos Barredo, hiszpański kolarz szosowy
  - Amber Campbell, amerykańska lekkoatletka, młociarka
  - Jade Goody, brytyjska osobowość telewizyjna (zm. 2009)
  - Sébastien Lefebvre, kanadyjski gitarzysta, członek zespołu Simple Plan
  - Małgorzata Plebanek, polska siatkarka
  - Tomas Radzinevičius, litewski piłkarz
- 1982:
  - Achille Emaná, kameruński piłkarz
  - Zvjezdan Misimović, bośniacki piłkarz
  - Frederica Piedade, portugalska tenisistka
- 1983:
  - Dorota Jamróz, polska piłkarka
  - Elżbieta Międzik, polska koszykarka
  - Amina Okujewa, ukraińska lekarka, wojskowa (zm. 2017)
  - Kirk Snyder, amerykański koszykarz
  - Jarosław Szlachetka, polski polityk, samorządowiec, poseł na Sejm RP, burmistrz Myślenic
- 1984:
  - Deni Fiorentini, włoski piłkarz wodny
  - Jakub Klepiš, czeski hokeista
  - Konstantin Korniejew, rosyjski hokeista
  - Jonathon Trent, amerykański aktor
- 1985:
  - Jeremy Abbott, amerykański łyżwiarz figurowy
  - Atep, indonezyjski piłkarz
  - Jekatierina Byczkowa, rosyjska tenisistka
  - Kelsey Campbell, amerykańska zapaśniczka
  - Michele Canini, włoski piłkarz
  - Kenny De Ketele, belgijski kolarz szosowy i torowy
  - Alle Farben, niemiecki didżej, producent muzyczny
  - Chris Holt, amerykański hokeista, bramkarz pochodzenia kanadyjskiego
  - Lam Ka Wai, hongkoński piłkarz
  - Rubén de la Red, hiszpański piłkarz
  - Joe Roebuck, brytyjski pływak
  - Serhij Siluk, ukraiński piłkarz
  - Marcin Tomczak, polski historyk, poeta, prozaik
  - Jorg Verhoeven, holenderski wspinacz sportowy
- 1986:
  - Dave Bolland, kanadyjski hokeista
  - Chau Hoi Wah, hongkońska badmintonistka
  - Sergio Campana, włoski kierowca wyścigowy
  - Amanda Crew, kanadyjska aktorka
  - Eren Hacısalihoğlu, turecki aktor
  - Andrew Hochstrasser, amerykański zapaśnik
  - Matej Ižvolt, słowacki piłkarz
  - Michael Sánchez, kubański siatkarz
  - Martin Strobel, niemiecki piłkarz ręczny
  - Mami Yoshida, japońska siatkarka
- 1987:
  - Alexander Domínguez, ekwadorski piłkarz, bramkarz
  - Iwan Nifontow, rosyjski judoka
  - Marcus Thornton, amerykański koszykarz
  - Magnus Troest, duński piłkarz
  - Joanna Wiatr, polska siatkarka plażowa
  - Juraj Zaťko, słowacki siatkarz
- 1988:
  - Austin Daye, amerykański koszykarz
  - Kaspars Ikstens, łotewski piłkarz, bramkarz
  - Kitty van Male, holenderska hokeistka na trawie
- 1989:
  - Cam Atkinson, amerykański hokeista
  - Roxana Cocoș, rumuńska sztangistka
  - Ed Davis, amerykański koszykarz
  - Khaleem Hyland, trynidadzko-tobagijski piłkarz
  - Natalie Mastracci, kanadyjska wioślarka
- 1990:
  - Alexandre Beccuau, francusko-polski rugbysta
  - Ona Carbonell, hiszpańska pływaczka synchroniczna
  - DJ Mustard, amerykański didżej, producent muzyczny
  - Radko Gudas, czeski hokeista
  - Siergiej Mały, kazachski piłkarz pochodzenia ukraińskiego
  - Martin Nešpor, czeski piłkarz
  - Sekou Oliseh, liberyjski piłkarz
  - Polina Rəhimova, azerska siatkarka
- 1991:
  - Martin Braithwaite, duński piłkarz pochodzenia gujańskiego
  - Gail Brodsky, amerykańska tenisistka
  - Bobby Brown, amerykański narciarz dowolny
  - Sapol Mani, togijski piłkarz
  - Monika Mazur-Chrapusta, polska aktorka, dziennikarka, osobowość telewizyjna
  - Santiago Villalba Mederos, amerykański morderca pochodzenia latynoskiego
- 1992:
  - Brenda Castillo, dominikańska siatkarka
  - Michael Gbinije, amerykańsko-nigeryjski koszykarz
  - Łukasz Krupiński, polski pianista
  - Alexander López, honduraski piłkarz
  - Aneta Pechancová, czeska pływaczka
  - Markus Schiffner, austriacki skoczek narciarski
  - Emily Seebohm, australijska pływaczka
- 1993:
  - DeVaughn Akoon-Purcell, amerykański koszykarz
  - Thomas Krief, francuski narciarz dowolny
  - Royce O’Neale, amerykański koszykarz
  - Mihajlo Stanković, serbski siatkarz
  - Patryk Szymański, polski bokser
- 1994:
  - Mateusz Kornecki, polski piłkarz ręczny, bramkarz
  - Christian Mroczkowski, kanadyjski hokeista pochodzenia polskiego
  - Sauli Väisänen, fiński piłkarz
- 1995:
  - J.P. Macura, amerykański koszykarz
  - Gadżi Nabijew, rosyjski zapaśnik
  - Brandon Paiber, maltański piłkarz pochodzenia argentyńskiego
  - Luis Romo, meksykański piłkarz
  - Troye Sivan, południowoafrykańsko-australijski piosenkarz, autor tekstów, aktor, youtuber pochodzenia żydowskiego
  - Daniel Szczepan, polski piłkarz
  - Adama Traoré, malijski piłkarz
- 1996: 
  - Erik Thiele, niemiecki zapaśnik
  - Katarzyna Wiszniewska, polska judoczka
- 1997:
  - Dominik Kossakowski, polski żużlowiec
  - Olivia Różański, polska siatkarka
  - Anna Stjażkina, rosyjska szachistka
- 1998:
  - Armoni Brooks, amerykański koszykarz
  - Maksim Burow, rosyjski narciarz dowolny
  - Mabelkis Capote, kubańska zapaśniczka
  - Jaqueline Cristian, rumuńska tenisistka
  - Rafał Komenda, polski koszykarz
  - Julija Lipnicka, rosyjska łyżwiarka figurowa
  - Kelechi Nwakali, nigeryjski piłkarz
- 1999 – Alejandro Davidovich Fokina, hiszpański tenisista pochodzenia szwedzko-rosyjskiego
- 2000:
  - Pierre Kalulu, francuski piłkarz pochodzenia kongijskiego
  - Evidence Makgopa, południowoafrykański piłkarz
  - Haner Ramírez, kolumbijski zapaśnik
  - Urška Repušič, słoweńska wspinaczka sportowa
- 2001:
  - Kacper Juroszek, polski skoczek narciarski
  - Marta Stawicka, polska koszykarka
- 2002:
  - Jakub Kamiński, polski piłkarz
  - Miłosz Szpar, polski szachista
  - Zhang Kexin, chińska narciarka dowolna
- 2003:
  - Andrusw Araujo, wenezuelski piłkarz
  - Zuzanna Jabłońska, polska piosenkarka, autorka tekstów, kompozytorka
  - El Mehdi Maouhoub, marokański piłkarz
  - Alaksiej Nasiewicz, białoruski siatkarz
- 2005:
  - Deivid Washington, brazylijski piłkarz
  - Jan Ziółkowski, polski piłkarz
- 2007 – Adielija Pietrosian, rosyjska łyżwiarka figurowa pochodzenia ormiańskiego

## Zmarli
- 535 – Epifaniusz, patriarcha Konstantynopola (ur. ?)
- 708 – Jakub z Edessy, syryjski duchowny chrześcijański, teolog, egzegeta, historyk, gramatyk (ur. ok. 640)
- 754 – Bonifacy-Winfrid, biskup, benedyktyn, apostoł Niemców, męczennik, święty (ur. 672–75)
- 1017 – Sanjō, cesarz Japonii (ur. 976)
- 1239 – Władysław Odonic, książę wielkopolski (ur. ok. 1190)
- 1249 – Hugo X Czarny, senior Lusignan, hrabia La Marche i Angoulême (ur. ok. 1185)
- 1288 – Henryk VI, hrabia Luksemburga (ur. 1240)
- 1296 – Edmund Crouchback, książę angielski (ur. 1245)
- 1316 – Ludwik X Kłótliwy, król Francji (ur. 1289)
- 1382 – Andrea Contarini, doża Wenecji (ur. ok. 1301)
- 1400 – Fryderyk I, książę Brunszwiku (ur. ok. 1357)
- 1443 – Ferdynand z Portugalii, infant, błogosławiony (ur. 1402)
- 1530 – Mercurino Arborio di Gattinara, włoski kardynał (ur. 1465)
- 1568:
  - Willem Key, flamandzki malarz (ur. ok. 1520)
  - Filip van Montmorency, flamandzki wojskowy, polityk (ur. 1524)
- 1599 – Josua Maaler, szwajcarski pastor, leksykograf (ur. 1529)
- 1615 – Hideyori Toyotomi, japoński samuraj (ur. 1593)
- 1653 – Federico Cornaro, włoski duchowny katolicki, patriarcha Wenecji, kardynał (ur. 1579)
- 1656 – Francesco Cornaro, doża Wenecji (ur. 1585)
- 1659 – Mulaj Ali asz-Szarif, władca Tafilalt (ur. 1589)
- 1688 – Maksymilian Henryk Wittelsbach, niemiecki duchowny katolicki, elektor arcybiskup Kolonii (ur. 1621)
- 1716 – Roger Cotes, brytyjski matematyk, astronom, wykładowca akademicki (ur. 1682)
- 1722 – Johann Kuhnau, niemiecki kompozytor, organista, teoretyk muzyki, pisarz (ur. 1660)
- 1731 – Franciszek Jan Jasiński, polski szlachcic, polityk (ur. ?)
- 1737 – Wojciech Goliński, polski szlachcic, polityk (ur. ?)
- 1740:
  - Johann Georg Abicht, niemiecki pastor, teolog, pedagog (ur. 1672)
  - Henry Grey, brytyjski arystokrata, polityk (ur. 1671)
- 1757 – Bernardyna Krystyna Zofia, księżniczka Saksonii-Weimar i Saksonii-Eisenach, księżna Schwarzburg-Rudolstadt (ur. 1724)
- 1791 – Frederick Haldimand, szwajcarski najemnik, polityk, gubernator generalny Kanady Brytyjskiej (ur. 1718)
- 1809 – Louis Charles Vincent Le Blond de Saint-Hilaire, francuski generał (ur. 1766)
- 1815 – Antoni Lustyg, polski jezuita (ur. 1752)
- 1816 – Giovanni Paisiello, włoski kompozytor (ur. 1740)
- 1826 – Carl Maria von Weber, niemiecki kompozytor (ur. 1786)
- 1838 – Andrzej Gregorowicz, polski porucznik kawalerii w powstaniu listopadowym, emigrant (ur. 1806)
- 1840 – Łukasz Vũ Bá Loan, wietnamski duchowny katolicki, męczennik, święty (ur. ok. 1756)
- 1843 – Wilhelm Ludwig Ewald Schmidt, niemiecki lekarz botanik, entomolog (ur. 1805)
- 1850 – Louis-Constantin Boisselot, francuski producent fortepianów (ur. 1809)
- 1852 – Tomasz Napoleon Nidecki, polski kompozytor, dyrygent, pianista (ur. 1807)
- 1854 – Jenaro Pérez Villaamil, hiszpański malarz, rytownik (ur. 1807)
- 1855 – Zygmunt Anczyc, polski aktor teatralny, tłumacz, dramaturg (ur. 1783)
- 1860:
  - Josyp Łewyćkyj, ukraiński duchowny greckokatolicki, teolog, językoznawca, poeta, etnograf, działacz kulturalny (ur. 1801)
  - Dominik Malukiewicz, polski polityk, prezydent Częstochowy i Łowicza (ur. 1782)
- 1862:
  - Dominik Huyện, wietnamski męczennik i święty katolicki (ur. ok. 1817)
  - Dominik Toại, wietnamski męczennik i święty katolicki (ur. 1811/12)
- 1863 – Julian Bieliński, polski generał brygady (ur. 1787)
- 1865 – John Richardson, szkocki chirurg okrętowy, naturalista, badacz Artktyki (ur. 1787)
- 1866 – John McDouall Stuart, australijski podróżnik (ur. 1815)
- 1871:
  - Karol Królikowski, polski księgarz, drukarz, mistyk, uczestnik powstania listopadowego, emigrant, pisarz polityczny (ur. 1806)
  - Wiktor Moczulski, rosyjski entomolog (ur. 1810)
- 1873 – Urbano Rattazzi, włoski polityk, premier Włoch (ur. 1808)
- 1874 – Teodor Mycielski, polski hrabia, podporucznik (ur. 1804)
- 1881 – Ignaz Czapka, austriacki prawnik, polityk, burmistrz Wiednia (ur. 1792)
- 1885 – Julius Benedict, brytyjski kompozytor, dyrygent pochodzenia niemieckiego (ur. 1804)
- 1886 – Károly Kalchbrenner, węgierski pastor, botanik, mykolog (ur. 1807)
- 1887:
  - Henryk Jarosław Clam-Martinic, austro-czeski arystokrata, szambelan CK monarchii (ur. 1826)
  - Hans von Marées, niemiecki malarz (ur. 1837)
  - Iwan Pasternacki, rosyjski psychiatra, neurolog (ur. 1848)
- 1889 – John Hamilton Gray, kanadyjski polityk (ur. 1814)
- 1893 – Karl Josef von Hefele, niemiecki duchowny katolicki, biskup Rottenburga (ur. 1809)
- 1894 – Marcelina Czartoryska, polska pianistka, działaczka społeczna, mecenas sztuki (ur. 1817)
- 1898 – Mateusz Rotwand, polski lekarz pochodzenia żydowskiego (ur. 1809)
- 1900 – Stephen Crane, amerykański prozaik, poeta, reportażysta (ur. 1871)
- 1901 – Dagny Juel Przybyszewska, norweska pisarka, pianistka, tłumaczka literatury polskiej (ur. 1867)
- 1903 – Józef Moczutkowski, rosyjski lekarz pochodzenia polskiego (ur. 1845)
- 1905 – Małgorzata Szewczyk, polska serafitka, błogosławiona (ur. 1828)
- 1906:
  - Walery Furs-Żyrkiewicz, polski generał major w służbie rosyjskiej (ur. 1846)
  - Karl Robert Eduard von Hartmann, niemiecki filozof (ur. 1842)
- 1908 – Bolesław Augustynowicz, polski ziemianin, działacz gospodarczy i spółdzielczy (ur. 1826)
- 1909:
  - Joseph-Thomas Duhamel, kanadyjski duchowny katolicki, arcybiskup metropolita Ottawy (ur. 1841)
  - Włodzimierz Roman Lewicki, polski adwokat, dramaturg, publicysta (ur. 1868)
  - Juliusz Niemirycz, polski adwokat, pisarz (ur. 1822)
- 1910 – O. Henry, amerykański pisarz (ur. 1862)
- 1914:
  - Charles Bingham, brytyjski arystokrata, polityk (ur. 1830)
  - Ludimar Hermann, niemiecki fizjolog, fonetyk (ur. 1838)
- 1915 – Henri Gaudier-Brzeski, francuski grafik, rzeźbiarz (ur. 1891)
- 1916 – Horatio Kitchener, brytyjski marszałek polny, polityk (ur. 1850)
- 1917 – Karl Emil Schäfer, niemiecki pilot wojskowy, as myśliwski (ur. 1891)
- 1919 – Manuel Franco, paragwajski prawnik, polityk, prezydent Paragwaju (ur. 1871)
- 1920 – Charles Jensen, duński gimnastyk (ur. 1885)
- 1921 – Leon Zieleniewski, polski przemysłowiec, działacz społeczny (ur. 1842)
- 1922 – Aleksiej Gałaktionow, rosyjski działacz komunistyczny, rewolucjonista (ur. 1888)
- 1923 – George Hendrik Breitner, holenderski malarz, fotograf (ur. 1857)
- 1926:
  - Kim Hyong Jik, koreański działacz niepodległościowy (ur. 1894)
  - Richard Wolffenstein, niemiecki chemik, wykładowca akademicki (ur. 1864)
- 1929:
  - Józef Michał Bazewicz, polski kartograf, publicysta (ur. 1867)
  - Mordechaj Josef Twerski, rabin chasydzki (ur. ?)
- 1930:
  - Erik Lemming, szwedzki lekkoatleta, oszczepnik (ur. 1880)
  - Jules Pascin, bułgarski malarz, grafik (ur. 1885)
  - Abraham Perlmutter, polski rabin, polityk, poseł na Sejm Ustawodawczy (ur. 1843)
- 1931:
  - Solon Irving Bailey, amerykański astronom (ur. 1854)
  - Jan Dąbski, polski działacz ludowy, dziennikarz, polityk, kierownik resortu spraw zagranicznych (ur. 1880)
  - John Lawson Stoddard, amerykański podróżnik, reportażysta (ur. 1850)
- 1933 – Wilhelmina Tekla Krogulska, polska śpiewaczka operowa i operetkowa (sopran i mezzosopran), pedagog (ur. 1856)
- 1934 – Józef Alfred Strauch, polski księgarz, wydawca pochodzenia żydowskiego (ur. 1877)
- 1935 – Julius Meier-Graefe, niemiecki historyk literatury i sztuki, pisarz (ur. 1867)
- 1937 – Jan Kulza, polski kapitan obserwator (ur. 1898)
- 1938 – Walenty Dec, polski kompozytor, organista (ur. 1851)
- 1939 – Wacław Romuald Kochański, polski skrzypek, pedagog (ur. 1878)
- 1940:
  - Ferdynand Machay, polski duchowny katolicki, męczennik, Sługa Boży (ur. 1914)
  - René Pomier-Layrargues, francuski pilot wojskowy, as myśliwski (ur. 1916)
  - Arthur Southern, brytyjski gimnastyk (ur. 1883)
  - Łukasz Wallis, polski folklorysta (ur. 1863)
- 1941:
  - Alojzy Jankowski, polski nauczyciel, działacz społeczny (ur. 1891)
  - Stefan Lubomirski, polski działacz sportowy (ur. 1862)
- 1942:
  - Jan Bona, polski kupiec, redaktor, wydawca, działacz narodowy i społeczny (ur. 1872)
  - Stanisław Stączek, polski polityk, minister komunikacji (ur. 1864)
- 1943 – Wacław Bojarski, polski pisarz, publicysta, satyryk (ur. 1921)
- 1944:
  - Józef Beck, polski pułkownik dyplomowany artylerii, dyplomata, polityk, minister spraw zagranicznych (ur. 1894)
  - Bronisław Czech, polski narciarz, taternik (ur. 1908)
  - Jákup Dahl, farerski duchowny protestancki, tłumacz, autor podręczników gramatyki farerskiej (ur. 1878)
  - Zbigniew Kruszelnicki, polski żołnierz AK (ur. 1922)
  - Marcel Lefèvre, francuski pilot wojskowy, as myśliwski (ur. 1918)
  - Jean Petit, belgijski piłkarz (ur. 1914)
  - Riccardo Zandonai, włoski kompozytor, dyrygent (ur. 1883)
- 1945:
  - Władimir Adoratski, radziecki filozof, polityk (ur. 1878)
  - (lub 6 czerwca) Rost van Tonningen, holenderski polityk, działacz nazistowski, kolaborant (ur. 1894)
- 1946:
  - Holger Thiele, amerykański astronom pochodzenia duńskiego (ur. 1878)
  - Maud Watson, brytyjska tenisistka (ur. 1864)
- 1947:
  - Karol Bohdanowicz, polski geolog (ur. 1864)
  - Władysław Jaroszewicz, polski urzędnik państwowy (ur. 1887)
- 1949 – Emilia Malessa, polska żołnierka AK, uczestniczka powstania warszawskiego (ur. 1909)
- 1950 – Mikołaj Osikowski, polski generał brygady (ur. 1873)
- 1952 – Jan Smotrycki, polski dziennikarz, poeta (ur. 1881)
- 1953:
  - William Farnum, amerykański aktor (ur. 1876)
  - William Tilden, amerykański tenisista (ur. 1893)
  - Roland Young, brytyjski aktor (ur. 1887)
- 1954:
  - Ewgeni Gegeczkori, gruziński polityk, mienszewik (ur. 1881)
  - Manuel Paulino González, argentyński piłkarz (ur. 1891)
  - Wiktor Sawinkow, rosyjski dziennikarz, malarz, publicysta, działacz emigracyjny (ur. 1886)
- 1955 – Adolf Horak, polski przedsiębiorca pochodzenia niemieckiego (ur. 1880)
- 1957 – Frances Densmore, amerykańska etnomuzykolog (ur. 1867)
- 1959:
  - Franciszek Kaliszewski, polski włókniarz, działacz komunistyczny (ur. 1889)
  - Ragnar Svensson, szwedzki architekt, rzeźbiarz, żeglarz sportowy (ur. 1882)
- 1960 – Percy Bryant, amerykański bobsleista (ur. 1897)
- 1961 – Ludwik Fleck, polsko-izraelski mikrobiolog, filozof (ur. 1896)
- 1963 – Adrian Carton de Wiart, brytyjski arystokrata, generał (ur. 1880)
- 1965:
  - Eleanor Farjeon, brytyjska pisarka, poetka (ur. 1881)
  - Wilhelm, książę szwedzki (ur. 1884)
- 1966 – Natacha Rambova, amerykańska scenografka, dyrektorka artystyczna, producentka, aktorka (ur. 1897)
- 1967 – Aleksandr Lubimow, radziecki generał porucznik, polityk (ur. 1898)
- 1968:
  - Jerzy Gert, polski dyrygent, kompozytor (ur. 1908)
  - Edward Kirby, amerykański lekkoatleta, średnio- i długodystansowiec (ur. 1901)
  - Jack Oosterlaak, południowoafrykański lekkoatleta, sprinter (ur. 1896)
- 1969 – Simeon Toribio, filipiński lekkoatleta, skoczek wzwyż (ur. 1905)
- 1972:
  - Zofia Bajkowska, polska aktorka, autorka tekstów kabaretowych i piosenek (ur. 1881)
  - Tadeusz Rosner, polski inżynier, chemik, wykładowca akademicki (ur. 1899)
- 1973 – Gösta Dunker, szwedzki piłkarz (ur. 1905)
- 1975:
  - Aleksandr Arutiunow, ormiański neurochirurg, wykładowca akademicki (ur. 1904)
  - M. Balfas, indonezyjski pisarz, krytyk literacki (ur. 1922)
  - Paul Keres, estoński szachista (ur. 1916)
  - Jan (Kuchtin), rosyjski duchowny prawosławny, zwierzchnik Kościoła Prawosławnego Czechosłowacji (ur. 1901)
  - Émile Reuse, belgijski piłkarz (ur. 1883)
- 1976:
  - Aleksander Gembal, polski generał brygady (ur. 1895)
  - Bolesław Kuźmiński, polski kapitan, malarz, pedagog (ur. 1880)
  - Willy Rösingh, holenderski wioślarz (ur. 1900)
  - Martin Peder Vangli, norweski biegacz narciarski (ur. 1903)
- 1977:
  - Sleepy John Estes, amerykański bluesman (ur. 1904)
  - Fauzi al-Kawukdżi, arabski dowódca wojskowy (ur. 1890)
  - Helena Szczypawka-Ptaszyńska, polska rzeźbiarka naiwna (ur. 1897)
  - Martí Ventolrà, hiszpański piłkarz (ur. 1906)
- 1979 – Francis Peabody Magoun, amerykański porucznik pilot, as myśliwski (ur. 1895)
- 1980:
  - Marian Babirecki, polski inżynier, jeździec sportowy (ur. 1933)
  - Jerzy Borysowicz, polski psychiatra, neurolog (ur. 1903)
- 1982 – Roger Bonvin, szwajcarski polityk, prezydent Szwajcarii (ur. 1907)
- 1983 – Kurt Tank, niemiecki inżynier i konstruktor lotniczy (ur. 1898)
- 1985 – Johanna Wolf, Niemka, najstarsza z sekretarek Adolfa Hitlera (ur. 1900)
- 1986 – Bryan Grant, amerykański tenisista (ur. 1914)
- 1987:
  - Aleksander Szenajch, polski podporucznik, lekkoatleta, piłkarz, dziennikarz sportowy (ur. 1904)
  - Gusztáv Szepesi, węgierski piłkarz (ur. 1939)
- 1988 – Stanisław Benski, polski pisarz (ur. 1922)
- 1989:
  - Antoni Biliczak, polski aktor, dyrektor teatru, pedagog (ur. 1914)
  - Włodzimierz Oliwa, polski generał broni, polityk, minister administracji i gospodarki przestrzennej, poseł na Sejm PRL (ur. 1924)
- 1990 – Wasilij Kuzniecow, radziecki polityk, przewodniczący Prezydium Rady Najwyższej ZSRR (ur. 1901)
- 1991:
  - Dmitrij Gołubiew, rosyjski chirurg (ur. 1906)
  - Carl-Erik Holmberg, szwedzki piłkarz (ur. 1906)
- 1992 – Sebastião Paiva Gomes, brazylijski piłkarz (ur. 1906)
- 1993:
  - Michał Krajewski, polski murarz, przodownik pracy, polityk, pisarz (ur. 1904)
  - Conway Twitty, amerykański piosenkarz (ur. 1933)
- 1994:
  - Pavol Čaplovič, słowacki archeolog, historyk, etnograf, pedagog (ur. 1917)
  - Buraro Detudamo, naurański polityk (ur. 1931)
  - Nikołaj Diemientjew, rosyjski piłkarz, trener (ur. 1915)
  - Alina Żeliska, polska aktorka (ur. 1905)
- 1995 – Maksim Troszyn, rosyjski piosenkarz (ur. 1978)
- 1996:
  - Erich Bagge, niemiecki fizyk jądrowy, wykładowca akademicki (ur. 1912)
  - Felicja Schabińska, polska lekkoatletka, płotkarka i sprinterka (ur. 1909)
- 1997:
  - Ivan Krajíček, słowacki aktor, piosenkarz, komik, reżyser, osobowość telewizyjna (ur. 1940)
  - Ryszard Stryjec, polski grafik, malarz, rzeźbiarz, ceramik (ur. 1932)
- 1998:
  - Jeanette Nolan, amerykańska spikerka radiowa, aktorka (ur. 1911)
  - Franco Rossi, włoski reżyser i scenarzysta filmowy i telewizyjny (ur. 1919)
- 1999:
  - Hanna Krzetuska-Geppert, polska malarka (ur. 1903)
  - Mel Tormé, amerykański wokalista jazzowy, kompozytor, aranżer, aktor, pisarz (ur. 1925)
- 2000:
  - Franco Rossi, włoski reżyser i scenarzysta filmowy i telewizyjny (ur. 1919)
  - Walenty Zaborowski, polski architekt (ur. 1929)
- 2002:
  - Gaston Geens, belgijski i flamandzki ekonomista, samorządowiec, polityk (ur. 1931)
  - Dee Dee Ramone, amerykański muzyk, basista, członek zespołu Ramones (ur. 1951)
- 2003:
  - Ken Grimwood, amerykański dziennikarz, pisarz (ur. 1944)
  - Julian Lewański, polski historyk literatury (ur. 1915)
  - Jürgen Möllemann, niemiecki polityk (ur. 1945)
  - Leon Szwed, polski poeta, prozaik, autor literatury dziecięcej (ur. 1918)
  - Me’ir Wilner, izraelski polityk komunistyczny (ur. 1918)
- 2004:
  - Krzysztof Kaśkos, polski porucznik (ur. 1974)
  - Fernando Manzaneque, hiszpański kolarz szosowy (ur. 1934)
  - Pawieł Niegrietow, rosyjski historyk, publicysta, pisarz, dysydent (ur. 1923)
  - Ronald Reagan, amerykański aktor, polityk, gubernator Kalifornii, prezydent USA (ur. 1911)
  - Artur Żukowski, polski starszy chorąży (ur. 1972)
- 2005:
  - George Isaak, polsko-niemiecko-australijski fizyk, astronom (ur. 1933)
  - Natalija Mieklin, radziecka major pilot (ur. 1922)
  - Leszek Soliński, polski malarz (ur. 1926)
  - Matic Šušteršič, słoweński lekkoatleta, sprinter (ur. 1980)
- 2006 – Rinus Schaap, holenderski piłkarz (ur. 1922)
- 2007 – Anna Strońska, polska reporterka, pisarka, publicystka (ur. 1931)
- 2008:
  - Józef Browarski, polski piłkarz (ur. 1931)
  - Eugenio Montejo, wenezuelski poeta (ur. 1938)
- 2009:
  - Bernard Barker, amerykański oficer CIA, polityk (ur. 1917)
  - Konstanty Cudny, polski inżynier budowy okrętów (ur. 1928)
  - Stanisław Karolak, polski językoznawca, romanista, slawista (ur. 1931)
  - Boris Pokrowski, rosyjski reżyser operowy i teatralny (ur. 1912)
  - Georges Tate, francuski historyk, bizantynolog (ur. 1943)
- 2010:
  - Esma Agolli, albańska aktorka (ur. 1928)
  - Angus Douglas-Hamilton, brytyjski arystokrata, książę Hamilton (ur. 1938)
  - Władysław Markowski, polski koszykarz, trener (ur. 1927)
  - Tony Peluso, amerykański gitarzysta, członek duetu The Carpenters, producent muzyczny (ur. 1950)
- 2011:
  - Leon Botha, południowoafrykański malarz, performer muzyczny (ur. 1985)
  - Ludo Martens, belgijski historyk, polityk (ur. 1946)
  - Célestin Oliver, francuski piłkarz (ur. 1930)
- 2012:
  - Józef Bakalarski, polski operator filmowy (ur. 1925)
  - Ray Bradbury, amerykański pisarz science fiction (ur. 1920)
  - Guy Elmour, nowokaledoński trener piłkarski (ur. ?)
  - Caroline John, brytyjska aktorka (ur. 1940)
  - Barry Unsworth, brytyjski pisarz (ur. 1930)
- 2013:
  - Stefan Cieślak, polski fotoreporter (ur. 1920)
  - Stanisław Nagy, polski sercanin, kardynał (ur. 1921)
- 2014:
  - Robert Kuwałek, polski historyk, pedagog (ur. 1966)
  - Johnny Leach, brytyjski tenisista stołowy (ur. 1922)
- 2015:
  - Tarik Aziz, iracki dyplomata, polityk, wicepremier (ur. 1936)
  - Kazuo Chiba, japoński nauczyciel aikido (ur. 1940)
  - Zbyszko Chojnicki, polski geograf (ur. 1928)
  - Colette Marchand, francuska tancerka baletowa, aktorka (ur. 1925)
  - Andrzej Nieuważny, polski historyk, wykładowca akademicki (ur. 1960)
- 2016:
  - André Acquart, francuski malarz, scenograf (ur. 1922)
  - Jerome S. Bruner, amerykański psycholog pochodzenia żydowskiego (ur. 1915)
  - Gianluca Buonanno, włoski samorządowiec, polityk (ur. 1966)
  - Andrzej Szmajke, polski psycholog (ur. 1953)
- 2017:
  - Marco Coll, kolumbijski piłkarz (ur. 1935)
  - Jan Wojciech Gadomski, polski dziennikarz, publicysta (ur. 1926)
  - Anna Jókai, węgierska pisarka (ur. 1932)
  - Antonio Neri, włoski duchowny katolicki, podsekretarz Kongregacji ds. Duchowieństwa (ur. 1962)
  - Peter Sallis, brytyjski aktor (ur. 1921)
  - Giuliano Sarti, włoski piłkarz (ur. 1933)
  - Cheik Tioté, iworyjski piłkarz (ur. 1986)
  - Paweł Ziółkowski, polski sztangista (ur. 1973)
- 2018:
  - Jānis Bojārs, łotewski lekkoatleta, kulomiot (ur. 1956)
  - Pierre Carniti, włoski związkowiec, polityk, eurodeputowany (ur. 1936)
  - Teodor Gocz, polski regionalista, działacz kulturalny (ur. 1929)
  - Jadwiga Grabowska-Hawrylak, polska architekt (ur. 1920)
  - Manfred Matuszewski, polski kolarz szosowy i przełajowy, trener (ur. 1941)
  - Stanisław Moryto, polski kompozytor, organista (ur. 1947)
- 2019:
  - Jan Karwecki, polski piłkarz (ur. 1949)
  - Elio Sgreccia, włoski kardynał, bioetyk (ur. 1928)
- 2020:
  - Boris Gaganełow, bułgarski piłkarz (ur. 1941)
  - Tomisaku Kawasaki, japoński pediatra (ur. 1925)
  - James Albert Murray, amerykański duchowny katolicki, biskup Kalamazoo (ur. 1932)
  - George Murry, amerykański duchowny katolicki, biskup Youngstown (ur. 1948)
- 2021:
  - Marian Gapiński, polski botanik, ogrodnik, mykolog (ur. 1932)
  - T.B. Joshua, nigeryjski duchowny zielonoświątkowy, teleewangelista, prorok, uzdrowiciel (ur. 1963)
  - Sławomir Kawka, polski gitarzysta, kompozytor, działacz społeczny (ur. 1962)
  - Józef Przybylski, polski robotnik, związkowiec, działacz opozycji antykomunistycznej (ur. 1943)
- 2022:
  - Rubens Caribé, brazylijski aktor (ur. 1965)
  - Roman Kutuzow, rosyjski generał major (ur. 1979)
  - Alec John Such, amerykański basista, członek zespołu Bon Jovi (ur. 1951)
- 2023:
  - Astrud Gilberto, brazylijska wokalistka jazzowa (ur. 1940)
  - Robert Hanssen, amerykański funkcjonariusz FBI, szpieg radzieckiego wywiadu wojskowego GRU (ur. 1944)
  - Wadym Małachatko, ukraiński szachista (ur. 1977)
  - John Morris, brytyjski prawnik, polityk (ur. 1931)
  - Szymon Pilecki, polski inżynier, badacz samolotów, działacz społeczności karaimskiej (ur. 1925)
- 2024:
  - Akira Endō, japoński biochemik, wykładowca akademicki (ur. 1933)
  - Adam Kaczmarek, polski strzelec sportowy (ur. 1961)
  - Ben Vautier, francuski artysta (ur. 1935)
- 2025:
  - Edgar Lungu, zambijski prawnik, polityk, prezydent Zambii (ur. 1956)
  - Zenon Zaczyński, polski piłkarz, trener, koszykarz (ur. 1942)